# Montureux-et-Prantigny
Montureux-et-Prantigny ist eine Gemeinde im französischen Département Haute-Saône in der Region Bourgogne-Franche-Comté.

## Geographie
Montureux-et-Prantigny liegt auf einer Höhe von 228 m über dem Meeresspiegel, sieben Kilometer nordöstlich von Gray und etwa 42 Kilometer nordwestlich der Stadt Besançon (Luftlinie). Das Dorf erstreckt sich im Westen des Départements, an erhöhter Lage auf dem Plateau am westlichen Rand der Talniederung der Saône.
Die Fläche des 12,18 km² großen Gemeindegebiets umfasst einen Abschnitt des mittleren Saône-Tals. Die östliche Grenze verläuft entlang der Saône, die durch eine ungefähr drei Kilometer breite Alluvialniederung nach Süden fließt. Die Talaue liegt durchschnittlich auf 195 m. Der Fluss ist kanalisiert und zur Wasserstraße ausgebaut. Vom Flusslauf erstreckt sich das Gemeindeareal westwärts über die Talniederung und über einen 20 m hohen, steilen ehemaligen Prallhang der Saône bis auf das angrenzende Plateau. Dieses besteht aus einer Wechsellagerung von kalkigen und sandig-mergeligen Sedimenten der oberen Jurazeit und liegt auf 240 m. Auf dem Plateau herrscht landwirtschaftliche Nutzung vor, doch gibt es auch einige Waldflächen. Mit 246 m wird ganz im Westen die höchste Erhebung von Montureux-et-Prantigny erreicht.
Die Doppelgemeinde besteht aus dem Hauptort Montureux, das sich entlang dem westlichen Talrand der Saône erstreckt, und dem Weiler Prantigny (197 m) an einem Flussübergang am westlichen Ufer der Saône. Nachbargemeinden von Montureux-et-Prantigny sind Vereux im Norden, Beaujeu-Saint-Vallier-Pierrejux-et-Quitteur im Osten, Rigny im Süden sowie Chargey-lès-Gray und Oyrières im Westen.

## Geschichte
Das Gemeindegebiet von Montureux-et-Prantigny war schon in gallorömischer Zeit besiedelt, wovon die Überreste einer römischen Wacht zeugen. Im Mittelalter gehörte Montureux zur Freigrafschaft Burgund und darin zum Gebiet des Bailliage d’Amont. Das Kloster Corneux hatte Grundbesitz auf dem Gebiet von Montureux. Die lokale Herrschaft oblag bis 1418 den Herren von Vergy, danach bildete Montureux eine eigene Herrschaft mit wechselnden Besitzverhältnissen. Bei der Invasion der Protestanten unter dem Herzog von Zweibrücken wurde das Dorf 1569 verwüstet. Pestepidemien und Hungersnöte dezimierten die Bevölkerung im 16. und 17. Jahrhundert. Zusammen mit der Franche-Comté gelangte Montureux mit dem Frieden von Nimwegen 1678 definitiv an Frankreich. Zu einer Gebietsveränderung kam es 1808, als das vorher selbständige Prantigny (1103 urkundlich erwähnt) mit Montureux zur Gemeinde Montureux-et-Prantigny fusionierte. Heute ist Montureux-et-Prantigny Mitglied des 42 Ortschaften umfassenden Gemeindeverbandes Communauté de communes des Quatre Rivières.

## Sehenswürdigkeiten
Die dreischiffige Kirche von Montureux wurde im 19. Jahrhundert im Stil der Neugotik erbaut. Sie besitzt ein Portal im Flamboyantstil, vergoldete Statuen aus dem 18. Jahrhundert sowie verschiedene Gemälde und Grabplatten. Aus dem 18. Jahrhundert stammt das Schloss, das in einem großen Park am Fluss steht. Sehenswert sind auch das Lavoir von 1866 mit seinen Arkadenbogen, das einst als Waschhaus und Viehtränke diente, sowie ein 4,6 m hoher Calvaire am Dorfeingang. Vom mittelalterlichen Schloss sind nur noch wenige Überreste sichtbar. In Prantigny steht ein Wegkreuz, das auf 1358 datiert ist.

## Bevölkerung
| Jahr                       | 1962 | 1968 | 1975 | 1982 | 1990 | 1999 |
| Einwohner                  | 208  | 214  | 186  | 216  | 203  | 207  |
| Quellen: Cassini und INSEE |      |      |      |      |      |      |

Mit 191 Einwohnern (1. Januar 2022) gehört Montureux-et-Prantigny zu den kleinen Gemeinden des Département Haute-Saône. Nachdem die Einwohnerzahl in der ersten Hälfte des 20. Jahrhunderts deutlich abgenommen hatte (1881 wurden noch 446 Personen gezählt), wurden seit Beginn der 1960er Jahre nur noch geringe Schwankungen verzeichnet.

## Wirtschaft und Infrastruktur
Montureux-et-Prantigny war bis weit ins 20. Jahrhundert hinein ein vorwiegend durch die Landwirtschaft (Ackerbau, Obstbau und Viehzucht) geprägtes Dorf. Heute gibt es einige Betriebe des lokalen Kleingewerbes. In den letzten Jahrzehnten hat sich das Dorf zu einer Wohngemeinde gewandelt. Viele Erwerbstätige sind deshalb Wegpendler, die in den größeren Ortschaften der Umgebung ihrer Arbeit nachgehen.
Die Ortschaft liegt abseits der größeren Durchgangsachsen an einer Departementsstraße, die von Gray nach Combeaufontaine führt. Weitere Straßenverbindungen bestehen mit Chargey-lès-Gray, Oyrières, Beaujeu und Rigny.